# Nova Rock
Nova Rock is een jaarlijks muziekfestival dat jaarlijks in juni gehouden wordt in Nickelsdorf in de deelstaat Burgenland in Oostenrijk, niet ver van de Slowaakse en Hongaarse grens. Het festival vond voor het eerst plaats in 2005, telt vanaf 2011 drie podia en duurt vanaf 2016 vier dagen. De eerste editie trok 30.000 bezoekers per dag, de editie van 2016 was tot nu toe de best bezochte met 160.000 bezoekers over vier dagen.

## Edities

### Nova Rock 2005
9 juni
- System of a Down, Audioslave

10 juni
- Die Ärzte, Marilyn Manson

11 juni
- The Prodigy, Nightwish

12 juni
- Green Day, Millencolin

### Nova Rock 2006
15 juni
- Metallica, Motörhead

16 juni
- Placebo, Massive Attack

17 juni
- Guns N' Roses, Tool

### Nova Rock 2007

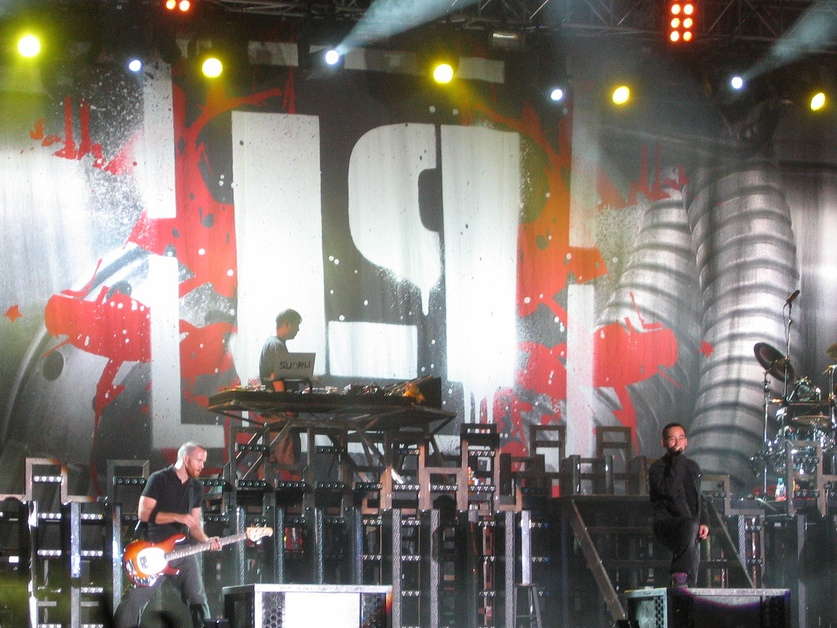
Linkin Park in 2007

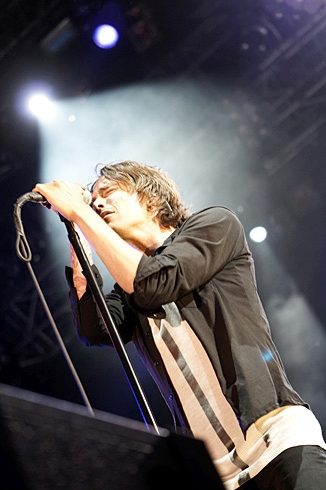
Brandon Boyd van Incubus in 2007

14 juni
- The Smashing Pumpkins, Incubus

15 juni
- Billy Talent, In Extremo

16 juni
- Pearl Jam, Linkin Park

### Nova Rock 2008
13 juni
- Die Ärzte, Sex Pistols

14 juni
- The Verve, Motörhead

15 juni
- Rage Against the Machine, Judas Priest

### Nova Rock 2009
19 juni
- Metallica, Slipknot

20 juni
- Placebo, Kaiser Chiefs

21 juni
- Die Toten Hosen, Limp Bizkit

### Nova Rock 2010

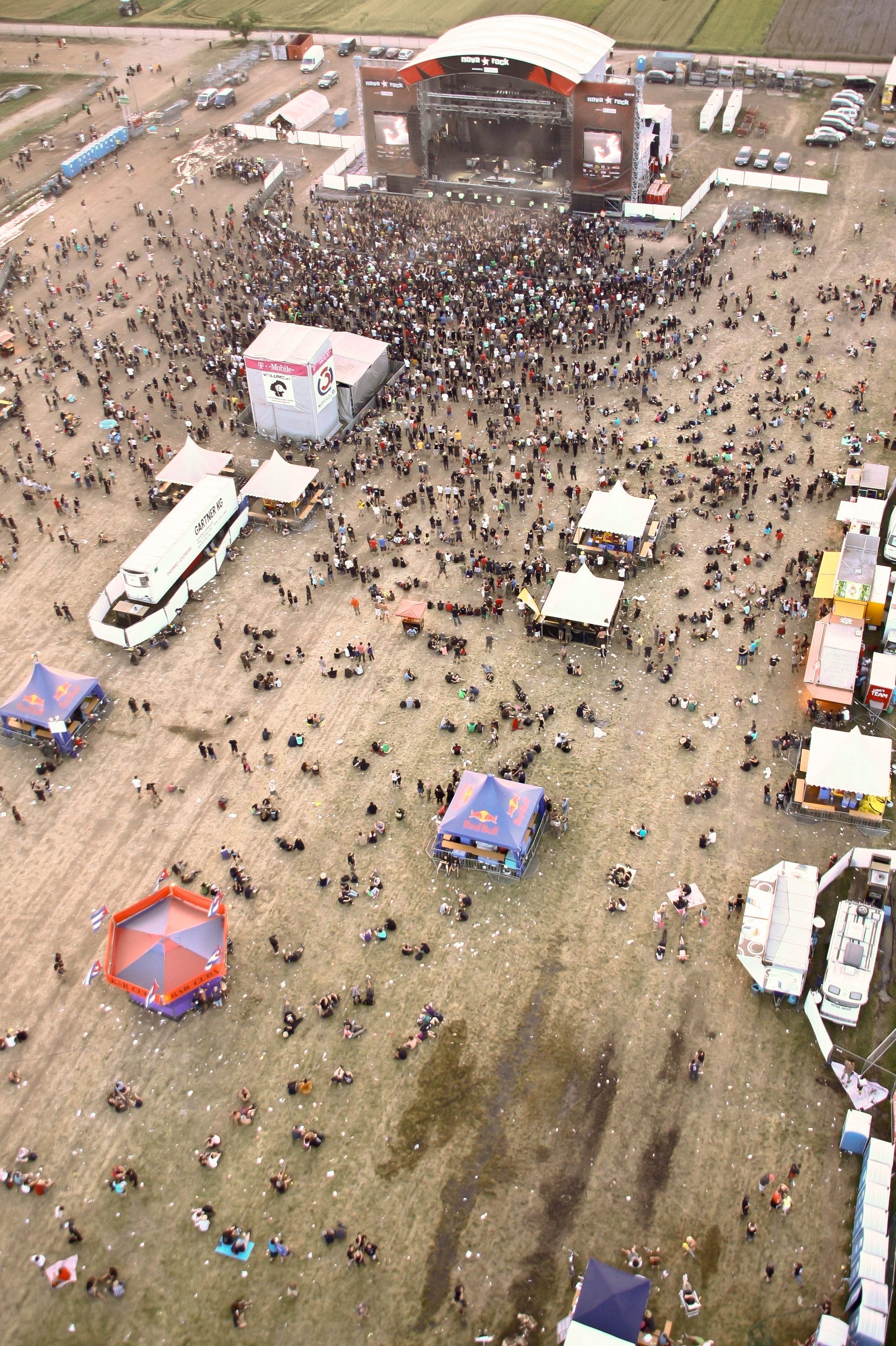
Luchtfoto in 2010

11 juni
- Rammstein, Stone Temple Pilots

12 juni
- Green Day, Slayer

13 juni
- Beatsteaks, The Prodigy

### Nova Rock 2011
10 juni
- Linkin Park, Thirty Seconds to Mars, The Darkness

11 juni
- Volbeat, KoRn, Flogging Molly

12 juni
- Iron Maiden, System of a Down, Motörhead

### Nova Rock 2012
8 juni
- Linkin Park, Rise Against, Marilyn Manson*, Within Temptation*

* Deze twee optredens werden geannuleerd wegens storm.
9 juni
- Die Toten Hosen, Billy Talent, Limp Bizkit

10 juni
- Metallica, Nightwish, Evanescence

### Nova Rock 2013
14 juni

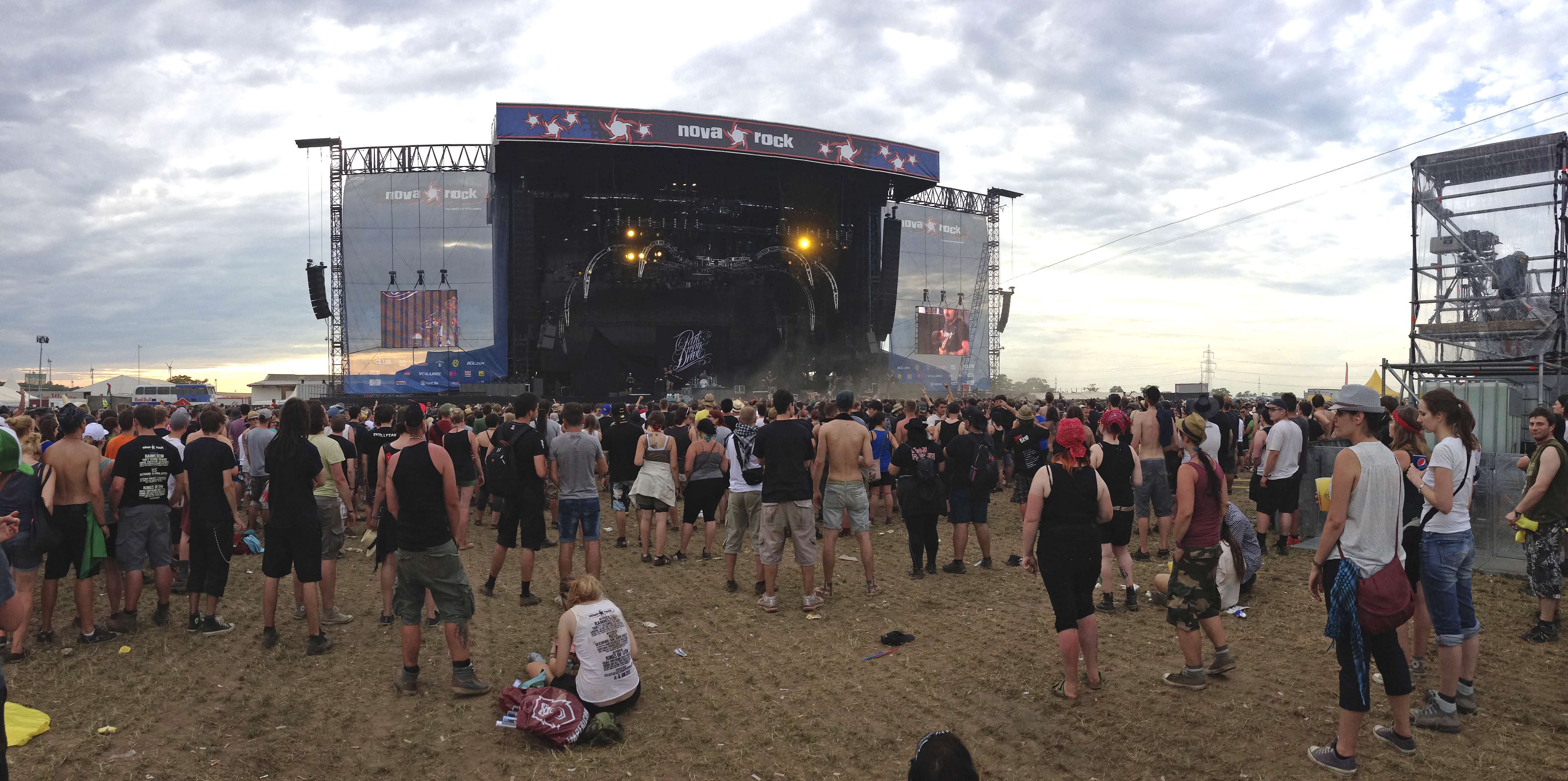
Hoofdpodium 'blue stage' in 2013

- Rammstein, Airbourne, Thirty Seconds to Mars, Within Temptation

15 juni
- Kiss, HIM

16 juni
- Kings of Leon, Volbeat, KoRn

### Nova Rock 2014
13 juni

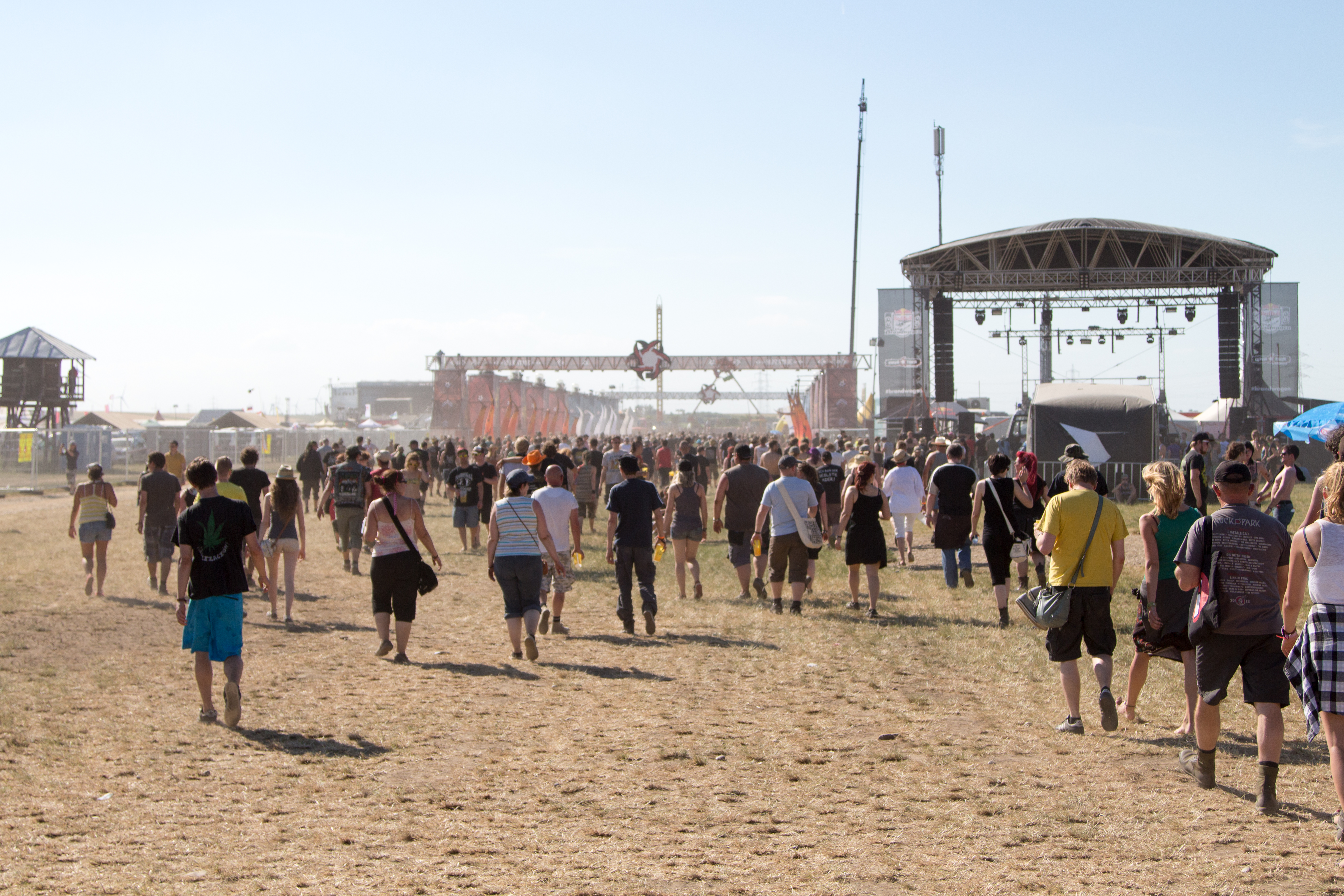
Nova Rock in 2014

- The Prodigy, Limp Bizkit, Volbeat, Slayer

14 juni
- David Hasselhoff, Iron Maiden, Seeed, Mando Diao

15 juni
- Black Sabbath, Avenged Sevenfold, Soundgarden, The Offspring

### Nova Rock 2015
12 juni
- Scooter, Mötley Crüe, Beatsteaks

13 juni
- Wolfgang Ambros, Die Toten Hosen, Nightwish

14 juni
- Slipknot, Motörhead, Deichkind

### Nova Rock 2016
9 juni
- KoRn, Billy Talent

10 juni

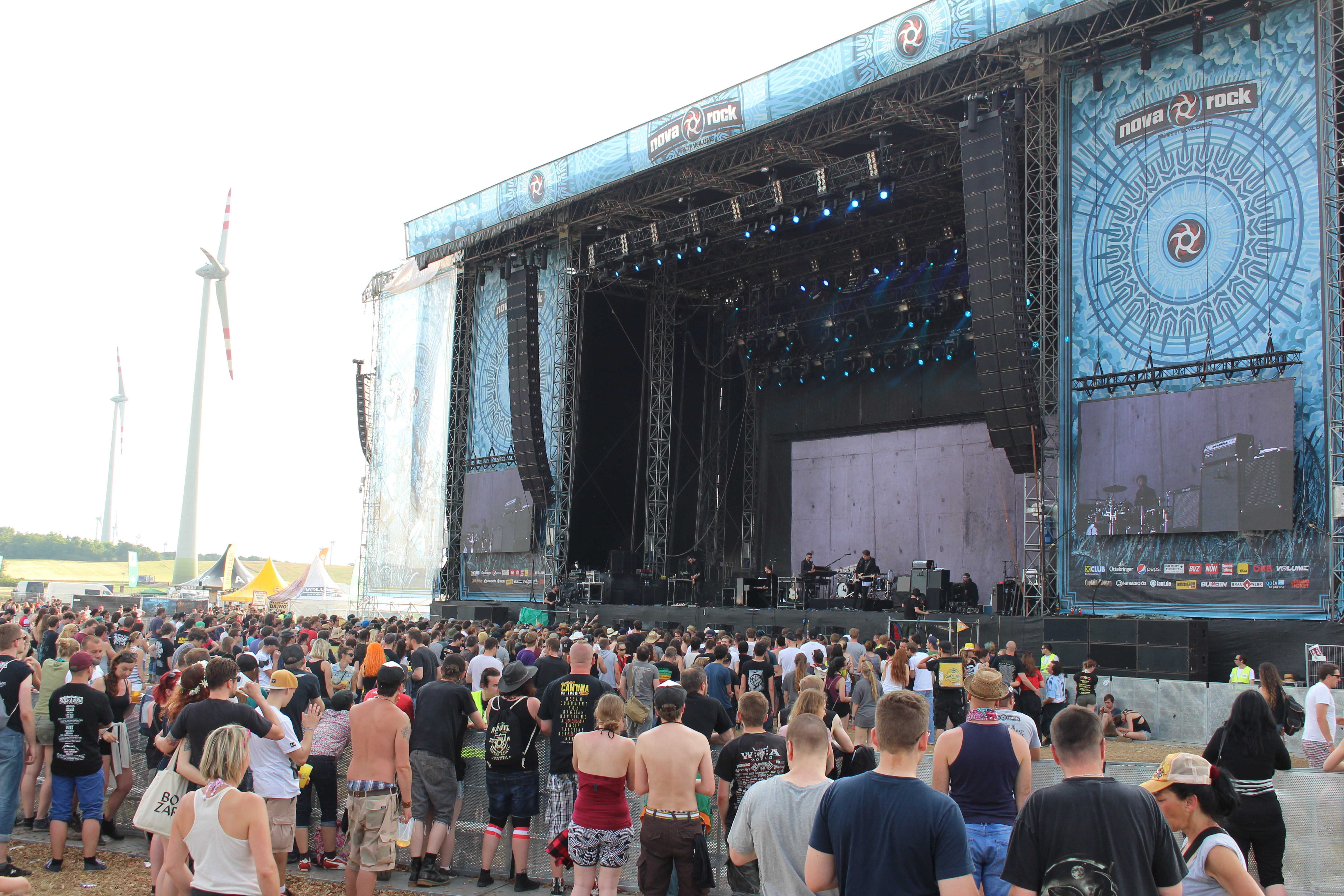
Editors in 2016

- The Offspring, Garbage, Bullet For My Valentine, Trivium

11 juni
- Alice Cooper, Dropkick Murphys, Seiler und Speer, Alligatoah

12 juni
- Deftones, K.I.Z, Heaven Shall Burn, Killswitch Engage

### Nova Rock 2017
14 juni, Warm Up

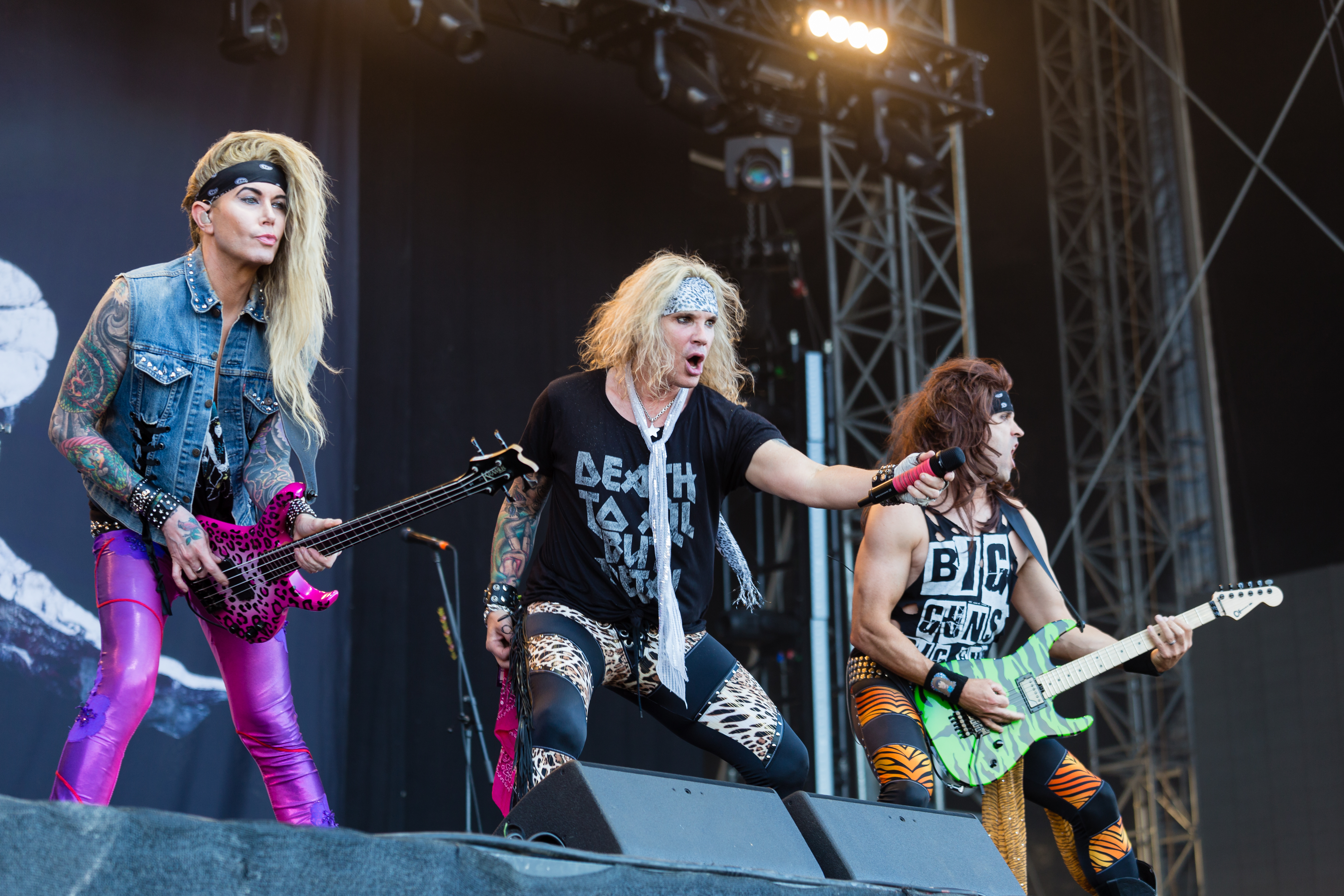
Steel Panther in 2017.

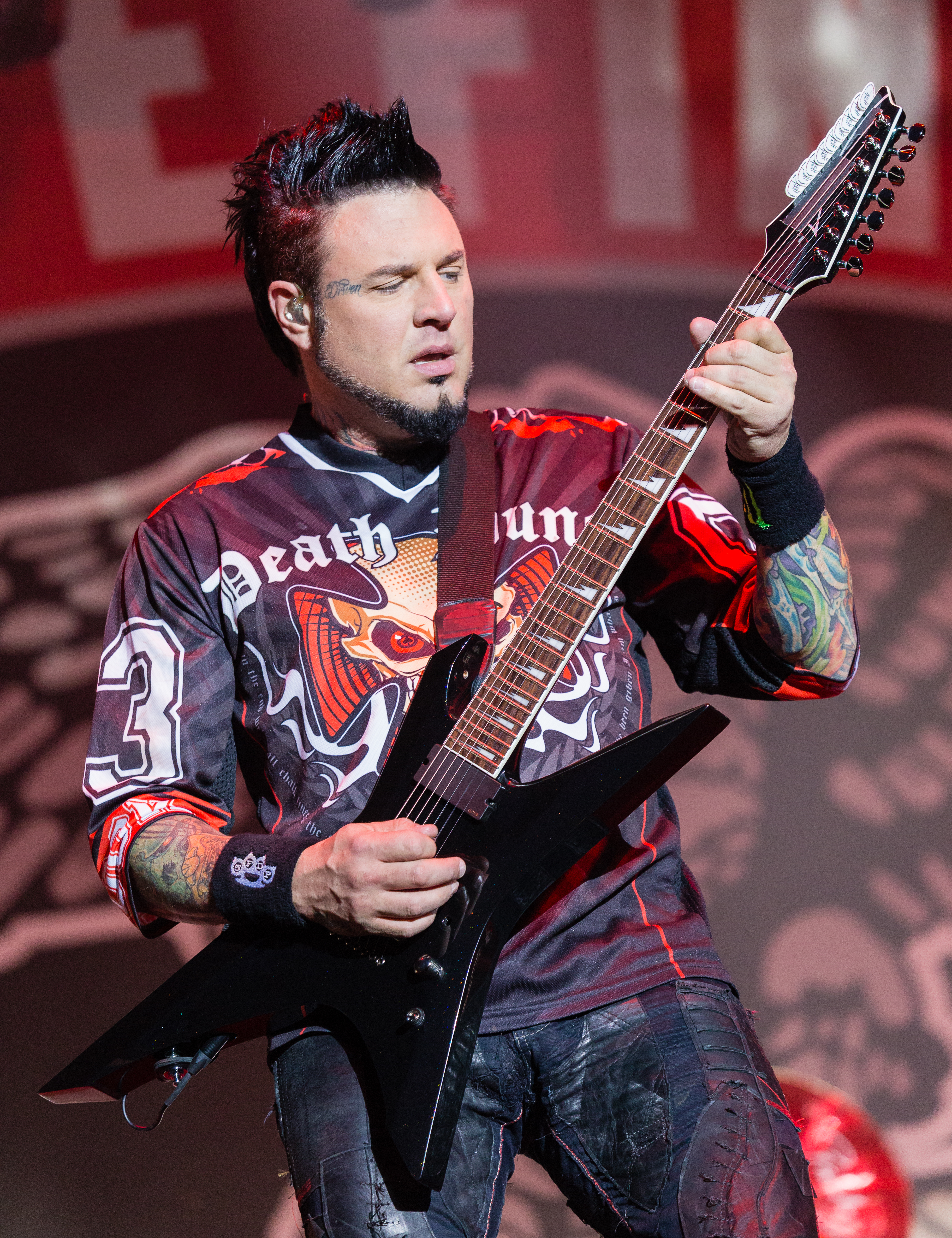
Five Finger Death Punch in 2017.

- Fatboy Slim, Linkin Park, Five Finger Death Punch, Steel Panther, Airbourne

15 juni
- Blink 182, Pendulum

16 juni
- System of a Down, Prophets of Rage

17 juni
- Green Day, Rancid

### Nova Rock 2018
14 juni
- Marilyn Manson, Parkway Drive, Seiler und Speer, Die Toten Hosen*

* Die Toten Hosen moesten afzeggen door gehoorschade van zanger Campino.
15 juni
- Avenged Sevenfold, Rise Against, The Prodigy, Gentleman

16 juni
- Volbeat, Limp Bizkit, Billy Idol, Faithless dj set

17 juni
- Iron Maiden, Killswitch Engage, The Bloody Beetroots, Sunrise Avenue

### Nova Rock 2019
13 juni
- Sabaton, Slipknot, Pendulum, Sum 41

14 juni
- The Cure, Smashing Pumpkins, Dropkick Murphys, Slayer

15 juni
- Die Toten Hosen, Paul Kalkbrenner, Papa Roach, In Flames, In Extremo

16 juni
- Die Ärzte, Slash ft. Myles Kennedy, Wolfmother, Within Temptation

### 2020: afgelast
De editie van 2020, die gepland stond van 10 t/m 13 juni, werd afgelast vanwege de Coronapandemie. Op het programma stonden o.a. Foo Fighters, System of a Down, Volbeat, Seiler und Speer, KoRn, Bring Me the Horizon, Billy Talent en The Offspring. Op Foo Fighters na, staan al deze headliners opnieuw op het programma voor 2021.

### 2021: afgelast
De editie van 2021 die gepland stond van van 2 t/m 5 juni, werd afgelast vanwege de Coronapandemie. Op het programma stonden o.a System of a Down, Volbeat, Seiler und Speer, KoRn, Bring Me the Horizon, Billy Talent en The Offspring.

### Nova Rock 2022
9 juni
- Muse, Rise Against, Bullet for My Valentine, Evanescence, Steel Panther

10 juni
- Foo Fighters,[1] Placebo, Bring Me the Horizon, KoRn, Måneskin

11 juni
- Volbeat, Seiler und Speer, The Offspring, Bad Religion

12 juni
- Five Finger Death Punch, Billy Talent, In Flames, Airbourne, Eluveitie

### Nova Rock 2023
7 juni
- Slipknot, Disturbed, Within Temptation, In Extremo, Ska-P

8 juni
- The Prodigy, Tenacious D, Sum 41, Parkway Drive, Powerwolf

9 juni
- Bilderbuch, Amon Amarth, Papa Roach, Wolfmother

10 juni
- Die Ärzte, Nightwish, Incubus, Hollywood Undead, Architects, Arch Enemy, Nothing but Thieves

### Nova Rock 2024
13 juni
- Green Day, Billy Talent, Corey Taylor, Jane's Addiction, The Sisters of Mercy

14 juni
- Avenged Sevenfold, Parkway Drive, Machine Head, Pendulum, Thy Art Is Murder

15 juni
- Måneskin, Avril Lavigne, Alice Cooper, Sum 41, P.O.D., Sportfreunde Stiller, Body Count & Ice-T, Steel Panther, Saltatio Mortis, Life of Agony

16 juni
- Bring Me the Horizon, Dropkick Murphys, Babymetal, Biohazard, Beast in Black, Black Stone Cherry, Frank Carter & The Rattlesnakes